# Erdling
Der Ausdruck Erdling bezeichnet ein Wesen irdischer oder erdnaher Herkunft, zumeist vom Planeten Erde. Der Begriff wurde von Science-Fiction-Autoren geprägt, um einen geringschätzigen Umgangston zu beschreiben, dessen sich außerirdische Wesen mitunter vorgeblich gegenüber Bewohnern der Erde oder in Bezug auf Menschen allgemein bedienen.

## Verwendung
Entweder von Außerirdischen in Science-Fiction oder von Nerds oder Geeks für jedes auf der Erde lebende Wesen. Ein Beispiel für letzteres ist im Roman Erdling von Emma Braslavsky nennen oder Freak von Rodman Philbrick zu finden. Der Ausdruck kommt auch mit ironisch-witzigem Unterton in der Presse vor.